# اوخلی بالا
اوخلی بالا، روستایی است از توابع بخش مرکزی شهرستان رامیان در استان گلستان ایران.

## جمعیت
این روستا در دهستان دلند قرار دارد و براساس سرشماری مرکز آمار ایران در سال ۱۳۸۵، جمعیت آن ۳۴۸ نفر (۸۲خانوار) بوده‌است.